# Suzanne Balguerie
Suzanne Berchut, dite Suzanne Balguerie, née au Havre le 29 juin 1888 et morte à Saint-Martin-d'Hères le 17 février 1973, est une cantatrice française. Admirée par Fauré, Dukas, Poulenc, Messiaen, elle fut l'une des grandes sopranos de l'entre-deux-guerres.

## Biographie
Suzanne Balguerie étudia le chant au Conservatoire de Paris. Elle se fit d'abord connaître par des concerts, qui seuls lui permettaient d'interpréter la musique moderne qui l'intéressait particulièrement.

## Ariane
En 1921, à l'Opéra-Comique, pour sa première apparition sur scène, Balguerie interprète Ariane, dans l'Ariane et Barbe-Bleue de Paul Dukas. La critique fut unanime. Gabriel Fauré  : « Je ne pense pas qu'il existe au théâtre un rôle plus considérable, tant par ses proportions que par l'ensemble des qualités qu'il réclame. Madame Balguerie est sortie de l'épreuve triomphalement. [...] [Elle] possède, en même temps qu'une belle voix chaude, bien timbrée, étendue, une sureté vocale, et, qualité rare, une articulation verbale très remarquable. [...] [Elle] a joué ce rôle d'Ariane dont les nuances sont infinies, avec une justesse et une simplicité vraiment remarquables. »
Aujourd'hui, André Tubeuf écrit : « Son Ariane est celle d'une prodigieuse chanteuse maîtrisant l'impossible équation de faire entendre les mots [...] d'autant plus intelligiblement, lumineusement même à mesure que la tessiture s'échauffe et s'illumine elle aussi. » et Jean-Charles Hoffelé : « Il ne faut pas oublier que l’Ariane absolue fut Suzanne Balguerie, formée à l’école gluckiste pour laquelle le mot est tout. »
Balguerie fit dès lors carrière à l'Opéra-Comique. Elle y interprète Donna Anna, La Comtesse des Noces de Figaro, Tosca (1924), Mélisande (1929).  Mais le répertoire auquel elle aspire se situe ailleurs. En 1923, elle succède à Breval dans Pénélope de Fauré. Elle reprend le rôle en 1931 : « Madame Balguerie exhausse son personnage jusqu'au symbole. C'est l'art dans tout ce qu'il peut avoir de définitif. » et en 1943 : « Pour ce qui est du rôle de Pénélope, Madame Balguerie y a été tout simplement sublime. », écrit Francis Poulenc.

## Isolde
En 1925, le directeur de l'Opéra-Comique, Albert Carré, monte Tristan et Isolde pour Balguerie. Comme pour Ariane, ce fut un triomphe : « Madame Balguerie, féline, passionnée, magicienne, toute possédée d'enchantement et de musique, avec une voix prodigieuse, est l'Isolde wagnérienne même. » « Une splendeur vocale est par elle mise au service d'une netteté de déclamation, d'un don d'émotion et d'une intelligence vraiment prodigieuse du rôle. » Balguerie chantera Isolde 275 fois.

## Créations
Le 21 mars 1919, dans la librairie d'Adrienne Monnier, rue de l'Odéon, elle chante en avant-première le Socrate d'Erik Satie, accompagnée au piano par le compositeur, devant un parterre comprenant Gide, Claudel, Derain, Braque, Picasso, Cocteau, Francis Jammes, et des musiciens qui formaient le Groupe des Six.
« La belle voix de Suzanne Balguerie, la discrétion de la musique de Satie,
s'effaçaient devant le texte mais lui ajoutaient le pouvoir de leur magie
incantatoire. » écrit Claude Mauriac.
En 1936, Balguerie créa en avant-première deux des « poèmes pour Mi » de Messiaen. « Elle le fit avec une puissance vocale et une intensité dramatiques extraordinaires », écrit le compositeur, qui était au piano La même année, Adrien Rougier lui dédie deux de ses Trois mélodies sur des poèmes d’Albert Samain, pour soprano et piano.
À l'Opéra-Comique, Balguerie créa des ouvrages aujourd'hui peu joués. En 1922, Polyphème de Jean Cras et Quand la cloche sonnera de Bachelet. En 1923, La Brebis égarée, premier opéra de Darius Milhaud, sur un livret de Francis Jammes. En 1924, L'Appel de la mer d'Henri Rabaud. En 1927, Balguerie crée au Théâtre des Champs-Élysées Les Burgraves de Léo Sachs, qu'elle reprit ensuite à l'Opéra Garnier. 
À l'Opéra Garnier, dès 1923, elle chanta le rôle de Brunehilde, aux côtés de Germaine Lubin. En 1932, elle y crée Oriante dans Un jardin sur l'Oronte d'Alfred Bachelet, et, en 1934, La Princesse lointaine de Georges Martin Witkowski, sur un livret d'Edmond Rostand. Elle s'y produisit aussi en Marguerite dans une série de Faust. En 1944, à Bordeaux, elle crée en France l'Hélène d'Égypte de Richard Strauss.

## Concerts
L'activité de concert de Suzanne Balguerie dépassa largement son activité lyrique. Elle se produisit un nombre incalculable de fois avec les plus grands orchestres français, en Suisse aussi, très régulièrement, avec Ernest Ansermet. Au récital, elle affectionne les grands cycles comme la bonne chanson de Fauré, et aussi les mélodies classiques et contemporaines. Elle donnera toute une série de concerts avec Francis Poulenc et Pierre Bernac.
Le choix de ce répertoire est l'expression de sa modernité. Elle épousa son époque, la magnifia. Elle connut les inévitables scandales provoqués par les œuvres d'avant-garde. Comme celui de La Brebis égarée de Darius Milhaud en 1923 : « police intervenue, arrêt de la représentation. Wolff a engueulé le public » écrit le compositeur à son ami Francis Poulenc. Ou encore quatre mélodies à peu près inchantables de Obouhov, accompagnées de « la croix sonore », instrument électromagnétique inventé par le compositeur. « Les auditeurs n'étaient préparés ni au soudain Chriik du début, ni aux chuchotements », ni aux sauts de la cantatrice.
Suzanne Balguerie fut l'une des dernières représentantes du « chant français ». « L'air d'Alceste  Non ce n'est pas un sacrifice devrait être étudié dans les écoles (et pas seulement celles de chant, celles de tragédie aussi, et celles de français, d'abord, tout simplement) comme modèle de récitatif sensible, de coloration chaste et subtile des mots, d'émotion racinienne, » écrit André Tubeuf.
Sous l'Occupation, les engagements se firent rares ; elle se retrouva dans la misère quand elle se retira, en 1950 ; misère accrue par l'appétit d'une secte et d'« amis » peu scrupuleux. En 1953, elle fut nommée professeur au conservatoire de Grenoble, dont la classe de chant retrouva grâce à elle un grand lustre, et à celui de Genève.

## La personnalité
Voici un témoignage de la cantatrice Madeleine Grey : « Il y en a surtout une que j'adorais, [...] Suzanne Balguerie. On ne peut oublier la façon dont elle chantait Ariane, de Dukas, Ô mes clairs diamants. Elle n'était nullement jalouse. Elle voulait que je la remplace quand elle était indisponible. C'était une artiste de tout premier ordre. [...] J'étais absolument éblouie. Elle avait tout, cette femme. C'était d'abord une grande, une immense artiste. Mais elle était de celles qui ont un violon d'Ingres. Elle était peintre. Ses tableaux, paraît-il, étaient très beaux. Elle n'était donc pas une de ces chanteuses qui se jettent sur leur chant, avec l'ambition d'être la plus grande. C'est probablement pour ça qu'elle n'a pas fait une carrière internationale. C'est dommage. »
Francis Poulenc parle aussi de « cette artiste qui, douée indifféremment pour le chant, la peinture ou les lettres, disparaît tout à coup de la vie musicale pour notre plus grande tristesse ».
L'art de Balguerie fut avant tout l'expression d'une démarche, la plus complète, la plus intelligente, vécue: à travers l'art, la littérature, la réflexion mystique, l'amour ; avec générosité et sans compromis, elle fut à la recherche de la vérité.

## Discographie
Suzanne Balguerie a enregistré pour la firme Polydor des airs d'Iphigénie en Tauride, Alceste, Tannhäuser, Le vaisseau fantôme, Aïda, Sigurd, Faust, Fidélio. 
Pour Columbia, des extraits d’Alceste et d’Ariane et Barbe Bleue, ainsi que Le Poème de la maison, cantate de Georges-Martin Witkowski. Sur CD, on peut l'entendre dans les airs d’Ariane, d’Alceste et d’Iphigénie en Tauride dans le coffret Les introuvables du chant français (EMI 585828-2). C'est elle qui interprète l'air des bijoux dans un album consacré à Tintin et la musique, d'après un dossier de la revue Diapason (n° 457) (Musisoft TINCD1/CC854). Ces enregistrements ont été mis en ligne sur YouTube, où ils sont illustrés de dessins exécutés par la cantatrice.